# William Squire
William Squire (né le 29 avril 1917 à Neath et mort le 3 mai 1989 à Londres) est un acteur gallois.

## Filmographie

### Cinéma
- 1951 : L'assassin frappe à minuit (The Long Dark Hall) de Reginald Beck et Anthony Bushell
- 1956 : La Bataille du Rio de la Plata de Michael Powell et Emeric Pressburger - Ray Martin
- 1978 : Le Seigneur des Anneaux : Voix de Gandalf[1]

### Télévision
- 1979 : Doctor Who (TV) « The Armageddon Factor » : L'ombre